# Balatonszőlős
Balatonszőlős is een plaats (község) en gemeente in het Hongaarse comitaat Veszprém. Balatonszőlős telt 522 inwoners (2001).